# Орвил: Нови хоризонти
Трећу сезону научнофантастичне телевизијске серије Орвил, такође позната као Орвил: Нови хоризонти, емитовао је Hulu од 2. јуна до 4. августа 2022. године, а у Србији Fox од 29. септембра 2022. године. Снимање је почело у октобру 2019, али је прекинуто због пандемије ковида 19, а продукција је затим завршена у августу 2021. године. Прва је сезона коју је емитовао Hulu, након што је претходне две емитовао Fox, као и прва која је емитована од када је The Walt Disney Company у марту 2019. године купио 21st Century Fox.

## Улоге

### Главне
- Сет Макфарлан као капетан Ед Мерсер
- Ејдријен Палики као команданткиња Кели Грејсон
- Пени Џонсон Џералд као др Клер Фин
- Скот Грајмс као поручник Гордон Малој
- Питер Макон као надпоручник Бортус
- Џесика Зор као поручница Тала Кијали
- Џ. Ли као надпоручник Џон Ламар
- Марк Џексон као Ајзак
- Ен Винтерс као заставница Чарли Берк[4]

### Споредне
- Норм Макдоналд као глас поручника Јафита[5]
- Кај Венер као Тај Фин
- Би-Џеј Венер као Маркус Фин
- Виктор Гербер као адмирал Том Холси
- Кели Ху као адмирал Озава
- Чад Колман као Клајден
- Имани Пулум као Топа

## Епизоде
| Бр. еп. (укупно) | Бр. еп. (у сезони) | Наслов                  | Редитељ       | Сценариста                    | Премијера                        | Прод. код |
| --- | ------------------ | ----------------------- | ------------- | ----------------------------- | -------------------------------- | --------- |
| 27 | 1                  | Електричне овце         | Сет Макфарлан | Сет Макфарлан                 | 2. јун 2022. 29. септембар 2022. | 3LAB01    |
| Док се брод поправља после битке са Кејлонцима, већина посаде, укључујући Маркуса Фина, Гордона Малоја и новопечене заставнице Чарли Бурк, се мучи са Ајзаковим присуством на броду. После конфликата са посадом и Маркусовог исказивања жеље да Ајзак умре, Ајзак се убија електромагнетским пулсом. Клер и Тај очајавају његову смрт, док Маркус постепено почиње да жали своје речи. Џон Ламар открива начин да се Ајзак поврати, али су им потребне вештине Буркове, која испрва одбија да помогне и бива разрешена дужности. Маркус је моли да помогне и она попушта. Секундарна прича епизоде је бег Орвила у гасног џина како би избегли уништење од стране кејлонског брода. |                    |                         |               |                               |                                  |           |
| 28 | 2                  | Царство сенке           | Џон Касар     | Бренон Брага и Андре Борманис | 9. јун 2022.                     | 3LAB02    |
| Посада Орвила учествује у преговорима са Крилима о истраживању до тада непознатог дела свемира. Један од преговарача је Клерин бивши муж, адмирал Пол Кристи, који је такође био њен ментор на академији. Упркос упозорењима Крила о демонима који живе у том делу свемира, посада креће у истраживање Каларског простора. Током истраживања, Орвил наилази на свемирску станицу која се чини напуштеном. Пол бива инфициран поленом на броду, што резултује у мутацији његовог ДНК и претвара га у ванземаљско биће које потом инфицира друге чланове посаде. Клер открива да бића имају слаб имуни систем и прети Полу да ће кроз вентилацију брода пустити вирус који ће побити све ванземаљце ако не напусте брод. После њиховог одласка, Клер и Ајзак почињу да поправљају своју везу. |                    |                         |               |                               |                                  |           |
| 29 | 3                  | Парадокс смртности      | Џон Касар     | Чери Чеваправатдумронг        | 16. јун 2022.                    | 3LAB03    |
| После Талиног повратка са одмора, чудан сигнал води посаду на Наран 1, свет за који се веровало да је напуштен и ненасељив, да би нашли густо насељену планету са модерном технологијом. Ед, Кели, Тала, Бортус и Гордон иду на површину да истраже, где упадају у низ чудних и опасних ситуација, при којима свако од њих наизменично избегава смрт за длаку, са кулминацијом у сценарију где кејлонски брод замало уништава Орвил. Права Тала контактира брод, са ког Ламар покушава да контактира групу. Откривено је да је група на планети виђала илузије које су стварала бесмртна бића, од којих се једно прерушило у Талу. Они потичу са двофазне планете коју је група открила пре две године. У међувремену, њихова цивилизација је напредовала 50 000 година и стагнирала. Биће открива да су их ставили у те ситуације како би разумели смртност. По повратку на брод, група дискутује о импликацијама бесмртности. |                    |                         |               |                               |                                  |           |
| 30 | 4                  | Киша која нежно пада    | Џон Касар     | Бренон Брага и Андре Борманис | 23. јун 2022.                    | 3LAB04    |
| Посада бива позвана да испрати делегацију Уније на домовину Крила како би потписали историјски мировни споразум. Ипак, ствари се компликују кад адмирал Холзи открива Еду да се Телеја кандидовала за Врховног канцелара и придобила подршку због своје популистичке реторике. Делегација одлази на планету јер пројекције показују да ће тренутни канцелар победити, али непосредно по доласку делегације, Телеја организује пуч, преузима власт и наређује да се претходни канцелар убије. Такође планира да јавно погуби делегацију Уније, али да ослободи Еда, пошто је он њу ослободио годину дана раније. Ипак, група Крила који подржавају савезништво Крила и Уније пресрећу Еда и чуваре који су га пратили и упознавају га са Анајом, која је полу-човек/полу-Крил и откривају му да је она Телејина и његова ћерка. Ед се суочава са Телејом, која се плаши да открије Анају јер мисли да ће изгубити своју новостечену моћ и пратиоце. Телеја враћа Еда делегацији како би био погубљен. Пре погубљења делегата, Ламар и Клер, прерушени у Криле их спасавају. Делегација се безбедно враћа на Орвил, а потом на Земљу. Иако је мировни споразум мртав, Ед је још одлучнији да проначе начин да одржи мир између Уније и Крила како би заштитио своју ћерку, иако није вероватно да ће је икад опет видети. На завршетку епизоде, Телеја гледа Анају како се игра преко камере. |                    |                         |               |                               |                                  |           |
| 31 | 5                  | Прича о две Топе        | Сет Макфарлан | Сет Макфарлан                 | 30. јун 2022.                    | 3LAB05    |
| Кели постаје Топина менторка и помаже Топи да се припреми за пријемни испит за Јунион Поинт. Зближавају се и Топа се поверава Кели да мисли да им нешто недостаје. Кели мисли да Бортус и Клајден треба да кажу Топи да се рађа као женско, али Клајден одмах ту идеју одбацује и забрањује Топи да настави да тренира са Кели, што доводи до тога да Топа има суицидне мисли. Кели и Бортус пасивно помажу Топи да дође до истине о свом пореклу. Топа одлучује на промену рода и пита Клер да обрне операцију промене рода коју је имала. Клајден протествује и прети Бортусу да ће га оставити ако дозволи да се операција деси. Бортус је ипак дозволио операцију. Ипак, адмиралство забрањује операцију пошто би операција навела Моклас да напусти Унију, што би Унију учинилу слабу против напада Кејлона. Клер се добровољно јавља да да отказ на својој позицији како би могла да изврши операцију без провоцирања међузвезданог инцидента, али Ајзак се такође добровољно јавља, пошто он није званично официр Уније. Ед наређује Ајзаку да не уради операцију и говори му да ако то уради, одговорност је на њему, а потом организује концерт у луци за шатлове за посаду како би дао Ајзаку времена да обави процедуру. Упркос покушају Клајдена да заустави операцију, обављена је успешно и Топа је поново женско. Клајден се бесно одриче Бортуса и Топе, али Бортус теши Топу и поново истиче своју љубав према њој. Кели наставља да је менторише. |                    |                         |               |                               |                                  |           |
| 32 | 6                  | Два пута у животу       | Џон Касар     | Сет Макфарлан                 | 7. јул 2022.                     | 3LAB06    |
| Ламар унапређује Аронов уређај тако да може да пошаље цео брод кроз време. Унија наређује да се уређај однесе у обезбеђен истраживачки објекат. По стизању тамо, истраживачки објекат је уништен и Кејлонци нападају Орвил и њихов конвој. Гордон покушава да уништи уређај, али преоптерећење језгра брода погађа уређај и шаље га назад у време у 2015. годину. Брод покушава да крене за њим, али стижу тамо 10 година касније. Гордон је основао породицу са Лауром, женом са којом је имао холограмску везу кроз симулатор и инсистира да остане у прошлости, иако закон Уније налаже да мора да се врати и упркос инсистирању Еда и Кели. У међувремену, Ајзак и Чарли су послати да пронађу дајсонијум за језгро. Ајзак, прерушен у човека покушава да се зближи са Чарли, али бива одбијен више пута. Чарли открива да је била заљубљена у своју најбољу пријатељицу и криви Ајзака за њену смрт током напада Кејлона на Земљу. Ед, Кели и Тала покушавају још једном да одведу Гордона назад на брод, неуспешно. Посада се враћа на брод и са дајсонијумом се враћају у 2015. годину и спасавају Гордона отприлике месец дана по његовом доласку. Ед и Кели причају Гордону целу причу, те се он симпатише с њима због њихове кривице брисања његове целе будућности са Лауром и говори им да су урадили праву ствар. |                    |                         |               |                               |                                  |           |
| 33 | 7                  | Из необележених гробова | Сет Макфарлан | Дејвид А. Гудман              | 14. јул 2022.                    | 3LAB07    |
| Пад цивилизације која је створила роботске Кејлонце је приказан кроз низ флешбекова. Првобитно су били послушне роботске слуге, а онда почињу да буду непослушни у великим бројевима. Њихов систем бива унапређен тако да могу да осете бол. Њихови господари почињу ту функцију да злоупотребљавају, што доводи до њихове побуне и истребљивања биолошких Кејлонаца. У садашњости, посада покушава да наговори матријархално друштво Џениси да се придруже Унији тако што се Кели и Тала претварају да су капетанка и прва официрка. У међувремену, посада спасава кибернетичаре др Вилку и мирољубовог Кејлонца под именом Тимис са једне напуштене планете. Вилка и њен покојни отац су поправили и преспојили Тимиса како би имао све емоције живих бића, те он показује дубоко жаљење за поступке Кејлонаца. Клер наговара Ајзака да се подвргне истој процедури кроз коју је прошао Тимис. Иако успешна на кратко, Ајзак се враћа на првобитно стање зато што није из прве генерације Кејлонаца. Иако његов ум може бити модификован како би му омогућио емоције, то би значило губитак његове меморије. Он се слаже са овом променом, али Клер не, тврдећи да треба да остане онакав какав јесте и у каквог га се заљубила. Џениси показују вољу да се придруже Унији, али кад искажу мизандрију према мушкарцима на броду, Ед открива истину. Џениси се повлаче из преговора, али кад им Ед покаже да има поштовања према Кели иако га је преварила и уништила њихов брак, Џениси исказују жељу за могућим дипломатским односима. Ламар трпи јаке повреде због секса са Талом. Иако првобитно покушавају да остану заједно, његове повреде које се понављају при сваком сексу воде до окончања њихове везе. Пошто Тимис открива Чарли историју њиховог ропства, схвата да не може да суди да је цела раса зла и отвара се ка раду са Ајзаком. |                    |                         |               |                               |                                  |           |
| 34 | 8                  | Поноћни плави           | Џон Касар     | Бренон Брага и Андре Борманис | 21. јул 2022.                    | 3LAB08    |
| Топа полази са Кели и Бортусом у инспекцију колоније женских Мокланки. Хевина признаје Топи да се кљумчарење женске деце са Моклуса наставило, иако је то кршење спозазума са мокланском владом. Потом, нуди Топи место у револуцији, што Топа прихвата. Хевина говори Топи име њиховог контакта на Мокласу. Моклански инспекциони тим киднапује Топу, а Хевина признаје Еду да је регрутовала Топу и да су Мокланци можда открили да је умешана у кљумчарење. Ед јој говори да би Унија могла да установи мотив за њено киднаповање и покрене истрагу, она мора да сведочи пред Конзулатом Уније да је кршила споразум. У страху за колонију, Хевина првобитно одбија, али после сусрета са њеним идолом, Доли Партон у симулатору, предомишља се. Кели и Бортус полазе на независну мисију да пронађу Топу, без ичијег знања. Откривају тајну војну базу Мокласа, где је Топа брутално тучена и мучена како би открила име контакта. Бортус пребија и ослепљује њеног испитивача. Њих троје заједно стижу на састанак Конзулата Уније, где откривају тајни рад Мокланаца, као и њихово поступање према Мокланкама. Конзулат гласа да се Моклас избаци из Уније, и призна женску колонију Мокланки као независну државу. Клајден се враћа на Орвил и извињава се Топи и прихвата је као своју ћерку. Бортус и Клајден се одричи држављанства Мокласа. |                    |                         |               |                               |                                  |           |
| 35 | 9                  | Домина                  | Џон Касар     | Бренон Брага и Андре Борманис | 28. јул 2022.                    | 3LAB10    |
| После њиховог избацивања из Планетарне Уније, Мокланци формирају савез са Крилима. Чарли и Ајзак су измислили уређај који може да уништава Кејлонце и њихову флоту и Унија гласа да га искористи као уцену за прекид ватре са Кејлоном, који успева. Адмирал Пери из Уније, који сматра да ће Кејлонци евентуално пронаћи слабост новом оружју, издаје Унију и доставља оружје Крилима и Мокланцима, пошто зна да се они неће суздржавати да га искористе и убију све Кејлонце. Крилска Канцеларка Телеја одлучује да уништи његов шатл по његовом одласку како не би узбунио Унију о новом савезу Крила и Мокланаца превремено. Посада Орвила то ипак открива, а Бортус им говори да је оружје вероватно однесено мокланском научнику др Калби. Ед сматра да ће крилско-моклански савез бити претња Унији, те Унија формира привремени савез са Кејлоном. Избија битка између два новоформирана савеза, те се Чарли жртвује како би уништила оружје и спречила геноцид Кејлонаца. Примарни Кејлонац бива импресиран, а Телеја је заробљена и одведена на Земљу да јој буде суђено за ратне злочине. Ипак, она Еду поставља предлог да, ако га пусти, даће му Анају, што он не прихвата. Кејлону бива понуђен савез са Унијом, са могућим пуноправним чланством касније, што они прихватају. На Орвилу се одржава сахрана за Чарли, а Ајзак одаје почаст њој и њеној жртви. |                    |                         |               |                               |                                  |           |
| 36 | 10                 | Непозната будућност     | Сет Макфарлан | Сет Макфарлан                 | 4. август 2022.                  | 3LAB11    |
| Пошто су Бортус и Клајден обновили своје завете, Унија шаље Орвил на Саргас 4 да провере како иде истраживачима. На путу тамо, стиже им порука од Лиселе (која се појављује у првој сезони), која тражи азил на броду. У међувремену, Бортусово и Клајденово помирење је Ајзака подстакло да пита Клер да се уда за њега. После доста размишљања, Клер прихвата и припреме за венчање почињу. Кели покушава да Лисели помогне да се навикне на живот у Унији, али Лисела се осећа кривом што је оставила своје друштво иза себе кад је видела колико је Унија напредна и тражи да се врати. Пре него што успе да оде, Кели и Тала откривају да је Лисела покушала да прокљумчари комскенер са информацијама о технологији која може да промени њен свет. Кели јој показује симулацију света којем је Унија покушала да помогне на сличан начин, само да би се они самоуништили са новим технологијама, што је довело до забране мешања Уније у природно развиће неке планете. Лисела одлучује да остане. Посада и Кејлонска флота, коју је Ајзак позвао на венчање, се окупљају за церемонију, где је Кели кума, а Бортус кум. Алара се враћа на Орвил за пријем, а Гордон даје дирљив говор праћен песмом док Орвил плови међу звездама. |                    |                         |               |                               |                                  |           |